# La banda del Golden Rocket
La banda del Golden Rocket fue una telecomedia juvenil escrita por Jorge Maestro y Sergio Vainman. Sigue la vida de tres primos (Diego Torres, Adrián Suar y Fabián Vena) que no se reconocen entre sí (no se veían desde niños y crecieron alejados los tres), se reencuentran cuando heredan de su abuelo un antiguo Oldsmobile Golden Rocket 88 modelo '57 coupé amarillo y blanco (el «Golden Rocket»); la amistad y sus respectivas relaciones con sus novias y sus amigos son el marco de la historia.

## Sinopsis
Adrián (Adrián Suar), un joven un poco tímido, que siempre hace lo correcto, es muy ordenado, y vive con sus padres y hermana; Fabián (Fabián Vena), un joven huérfano que vive en la provincia con sus abuelos, es un poco malhumorado, siempre está dando órdenes a los demás, también cuida de sus abuelos; y Diego (Diego Torres), un joven que vivía en el sur con su padre, y viaja a la ciudad a vivir solo en un loft, es un músico que aspira poder editar un disco con sus canciones. Estos tres primos no se veían desde niños, ya que cada uno vivía lejos y fueron creciendo así, alejados. Cuando su abuelo muere, su abuela (Nelly Beltrán) los manda llamar y porque quiere reencontrarse para así comunicarles la última voluntad de su abuelo: dejarles su auto, un Golden Rocket (color amarillo y blanco en el que siempre llevaba a la playa a los cuatro nietos). Cuando tres de los cuatro nietos varones se vuelven a ver no se reconocen por el paso del tiempo, el trato y la confianza no es el mismo que el de la infancia. Como el auto les pertenece ahora a ellos se disputan quién se quedará con el auto. Finalmente toman la decisión de ir a vivir los tres a la ciudad, así el auto se quedaría con todos ellos. En la ciudad empiezan a recuperar esa relación de amistad que tenían desde niños, y eso los ayuda a superar situaciones amorosas que vivirán cuando descubran el amor. Por causa del auto conocerán diversas personas con las que se formará una banda de amigos, con los cuales vivirán diversas situaciones y aventuras. Con el correr del tiempo llegará Pablo (Germán Palacios), quien es el cuarto nieto. Se trata de un joven que trabaja en un circo, por esa razón es que se reencuentra más tarde con sus primos. Pablo al enterarse de la muerte de su abuelo toma la decisión de quedarse con sus primos, el auto y cerca del resto la familia; y va integrándose al resto de la banda de amigos.

## Reparto
- Adrián Suar como Adrián.
- Diego Torres como Diego.
- Fabián Vena como Fabián.
- Germán Palacios como Pablo.
- Julián Weich como Julián.
- Araceli González como Patricia “Pato”.
- Gloria Carrá como Evelyn.
- Marisa Mondino como Milagros “Mily”.
- Carolina Fal como Carolina.
- Fernán Mirás como José.
- Andrea Pietra como Teresa.
- Eleonora Wexler como Cecilia.
- Viviana Puerta como Bárbara.
- Nelly Beltrán como la abuela.
- Alicia Aller como Marta.
- Hugo Arana como Juan.
- Jorge Sassi como Salinas
- Osvaldo Sabatini como Ricardo.
- César Vianco
- Alejo García Pintos como Alberto
- Claudio Gallardou
- Fabián Gianola como José María
- Horacio Taicher
- Fabiana Uría
- Silvia Montanari como Silvina
- Matías Baglivo como Nicolás.
- Roberto Catarineu
- Andrea Accato como Lila.
- Graciela Stéfani como Paula.
- Lara Zimmermann como Laura.
- Mónica Gonzaga
- Marikena Riera como Marikena.
- Natacha Delgado como Victoria “Vicky”.
- Hector Bidonde como el padre de Carolina.
- Alfonso Grispino como Rabino.
- Tommy Dunster como Mariano
- Silvina Bosco como Marissé.
- Lucrecia Capello como Lucrecia
- Gabriel Goity como Guillermo
- Marcelo Grau
- Claudia Santos
- Nelly Fontán
- José María López
- Héctor Gióvine como Tomás